# Філіп Сідні
Філіп Сідні (англ. Philip Sidney; 30 листопада 1554 — 17 жовтня 1586) — англійський поет і громадський діяч єлизаветинської епохи.

## Із життєпису
Аристократ за народженням, випускник Оксфорда, Сідні полюбляв науки, мови і літературу і став покровителем поетів, перш ніж прославився в цій якості сам.
Готуючись до дипломатичної кар'єри, він три роки провів на континенті у Франції, де зблизився з літераторами-протестантами Маро, Дюплессі-Морне та ін. Переживши в Парижі Варфоломіївську ніч, Сідні горів бажанням битися за справу протестантизму. У 1577 був призначений послом при імператорському дворі у Празі, де провів один рік, після чого через свої релігійні ідеї потрапив в опалу. Королева не розділяла його релігійні ідеї; тоді він віддалився у свої маєтки, де несподівано розкрився його поетичний талант. Цьому сприяли літературні дозвілля в гуртку його сестри Мері, майбутньої графині Пемброк, покровительки мистецтв. У сільській тиші Сідні створив цикл ліричних сонетів і повернувся до двору в блиску нової літературної слави, після того, як Єлизавета милостиво прийняла присвячену їй пастораль «Травнева королева» і в 1583 р зробила його лицарем. У столиці навколо нього згуртувався гурток поетів, названий Ареопагом, що включав Ґабріеля Гарві, Едмунда Спенсера, Фулька Гревіля і Едварда Дайера. Відтепер Сідні став в очах сучасників англійським втіленням досконалого придворного, поєднуючи аристократизм, освіченість, доблесть і поетичний дар.
У 1581 і в 1584—1585 рр. ставав членом Кентського парламенту. У 1583 р вирушив на війну в Нідерланди. Досяг там військових успіхів. В середині 1585 року призначений губернатором завойованих територій і керівником королівської кінноти. Протягом року під його керівництвом англійські війська не добилися результату, в програній битві при Зютфені Сідні був важко поранений. Під час транспортування в Арнем отримав зараження крові, від якого помер. Тіло його перевезли до Англії і з королівськими почестями поховали в соборі Св. Павла 16 лютого 1587. Трагічна загибель протестантського героя зробила його англійською національною легендою, і протягом багатьох років сер Філіп залишався найпопулярнішим поетом в Англії. Він же став першим з поетів єлизаветинської епохи, чиї вірші переклали іншими європейськими мовами.